# Zuyderland Medisch Centrum

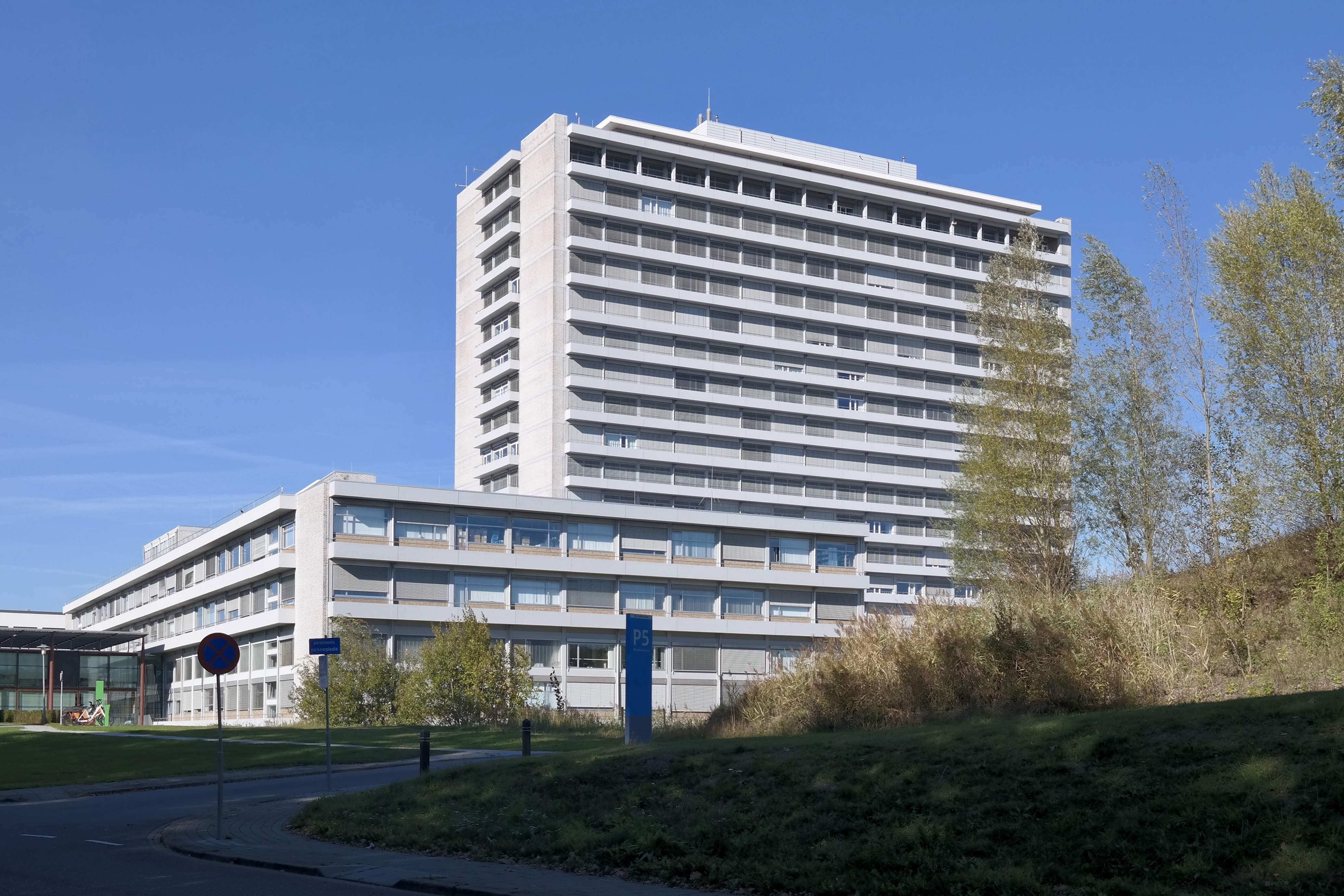
Locatie in Heerlen

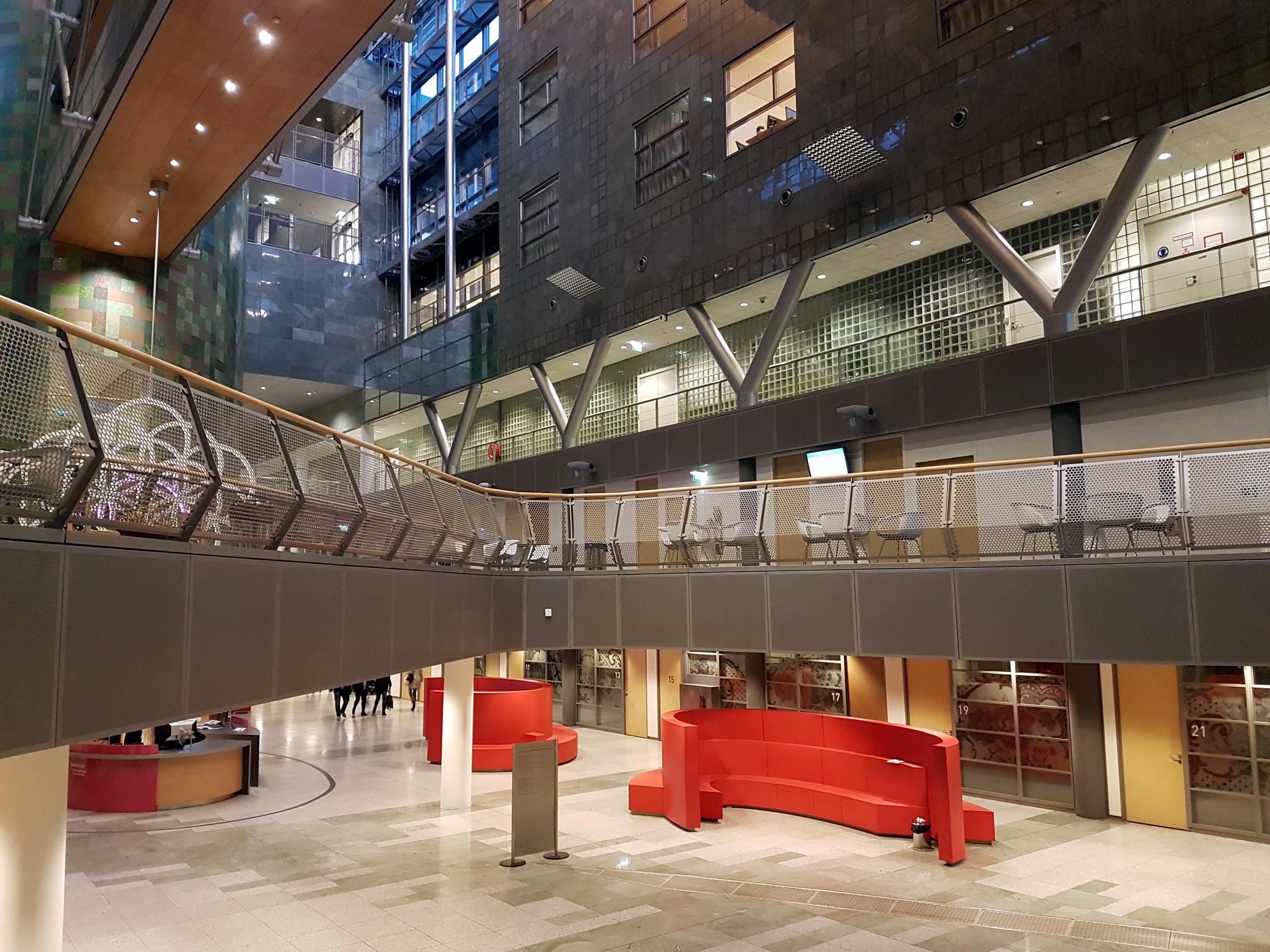
Locatie in Sittard-Geleen

Zuyderland Medisch Centrum - kortweg 'Zuyderland' - is een ziekenhuis voor de inwoners van Oostelijk Zuid-Limburg. Het beschikt over vier locaties: Heerlen, Kerkrade, Brunssum en Sittard-Geleen. In het ziekenhuis zijn nagenoeg alle medisch-specialistische disciplines voorhanden.

## Geschiedenis
Tot 2015 was de naam van het ziekenhuis Atrium Medisch Centrum Parkstad (Atrium MC). Het Atrium Medisch Centrum is voortgekomen uit de fusie tussen de Stichting De Wever-Ziekenhuis te Heerlen en de Stichting H. Gregorius de Grote te Brunssum in 1992. In 1996 is er nog een fusie geweest met de Stichting Sint Jozef-Ziekenhuis te Kerkrade. Zo waren er drie ziekenhuizen ondergebracht in één organisatie, wat maakte dat het Atrium MC een van de grotere algemene ziekenhuizen was in Nederland (buiten academische ziekenhuizen). Het Atrium MC was onderdeel van de Stichting Gezondheidszorg Oostelijk Zuid-Limburg. In 2015 fuseerden het Atrium en het ziekenhuis Orbis Medisch Centrum uit Sittard-Geleen. Sindsdien zijn de gefuseerde ziekenhuizen bekend onder de naam 'Zuyderland'.

## Locaties
- Locatie Heerlen: 50° 52′ 11″ NB, 5° 58′ 31″ OL
- Locatie Kerkrade: 50° 51′ 58″ NB, 6° 3′ 38″ OL
- Locatie Brunssum: 50° 57′ 6″ NB, 5° 58′ 53″ OL
- Locatie Sitard-Geleen: 50° 59′ 2″ NB, 5° 50′ 35″ OL